# Tavrey Air Company
Tavrey Air Company (Russisch: Авиакомпания Таврия, Oekraïens: авіакомпанія Таврія, Aviakompania Tavria) is een Oekraïense luchtvaartmaatschappij met thuisbasis in Odessa.

## Geschiedenis
Tavrey Air Company werd opgericht in 1995.

## Diensten
Tavrey Air Company voert lijnvluchten uit naar: (zomer 2007)
- Istanboel, Simferopol.

## Vloot
De vloot van Tavrey Air Company bestaat uit: (juli 2007)
- 1 Yakolev Yak-42D